# A26高速公路 (義大利)
A26高速公路（義大利語：Autostrada A24），因當中多為隧道，故俗稱隧道之路（義大利語：Autostrada dei Trafori），是義大利一條高速公路，自利古里亞大區首府熱那亞至皮德蒙奧索拉河谷的格拉韋諾納托切止。全長114公里。另有三條連絡線。
1977年8月11日熱那亞至亞歷山德里亞段通車，1994年12月15日全路完工。全段為歐洲E25和E62公路的一部份。